# 458 (numero)
Quattrocentocinquantotto (458) è il numero naturale dopo il 457 e prima del 459.

## Proprietà matematiche
- È un numero pari.
- È un numero composto.
- È un numero difettivo.
- È un numero semiprimo.
- È un numero nontotiente (per cui la equazione φ(x) = n non ha soluzione).
- È parte delle terne pitagoriche (120, 442, 458), (458, 52440, 52442).

## Astronomia
- 458P/Jahn è una cometa periodica del sistema solare.
- 458 Hercynia è un asteroide della fascia principale del sistema solare.
- NGC 458 è una ammasso aperto della costellazione del Tucano. (Appartenente alla Piccola Nube di Magellano).

## Astronautica
- Cosmos 458 è un satellite artificiale russo.